# Johann Bertsche
Johann Bertsche (* 26. Mai 1885 in Sunthausen; † 9. Dezember 1964 in Sunthausen) war ein deutscher Politiker.
Nachdem er die Volksschule besucht hatte, erlernte Bertsche den Beruf des Landwirts und war darauf im elterlichen Landwirtschaftsbetrieb tätig. Nach Heirat im November 1907 übernahm er den Hof, aus der Ehe gingen vier Kinder hervor. Von 1916 bis 1918 leistete er Kriegsdienst. Nach dem Ersten Weltkrieg wurde er als Mitglied der Zentrumspartei bis 1933 Gemeinde- und Kreisrat. 
Seit Juni 1946 war Bertsche Bürgermeister von Sunthausen und seit Oktober wieder Kreisrat. Im Jahre 1946/47 nahm er die politischen Tätigkeiten in der Fraktion der Badischen Christlich-Sozialen Volkspartei (BCSV) im Gremium der Beratenden Landesversammlung Baden auf. Nach der Eingliederung der BCSV in die Christlich Demokratische Union Deutschlands (CDU) war Bertsche für diese Partei weiterhin politisch tätig.